# Léo d'Ursel

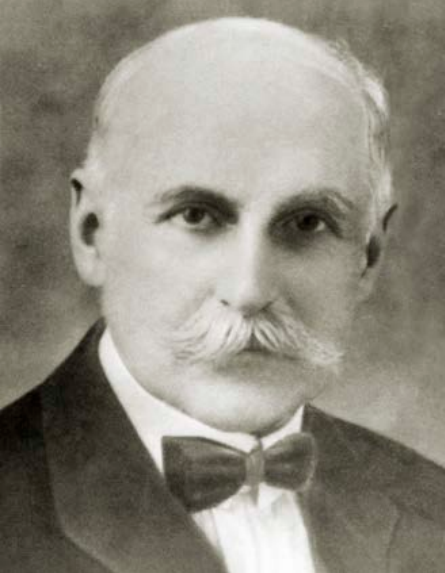
Léo d'Ursel in 1919

Graaf Léon (Léo) Léopold Marie d'Ursel (Brussel, 7 augustus 1867 - Bettignies, 26 juni 1934) was een Belgisch diplomaat.

## Biografie

### Familie
Graaf Léo d'Ursel was een telg uit het geslacht d'Ursel. Hij was een zoon van hertog Léon d'Ursel, burgemeester van Hingene en senator, en Henriette d'Harcourt. Hij was een kleinzoon van hertog Charles Joseph d'Ursel en hertog Eugène d'Harcourt, een broer van hertog Joseph d'Ursel en een oom van hertog Robert d'Ursel.
Hij trouwde in 1900 in Parijs met Jeanne de Franqueville (1881-1931), een nichtje van zijn schoonzus Antonine de Mun. Ze kregen vijf zoons en een dochter. Slechts één zoon trouwde en zorgde voor nageslacht.
Koning Leopold II en koningin Maria Hendrika waren zijn peter en meter.

### Loopbaan
D'Ursel studeerde aan de Katholieke Universiteit Leuven en begon een loopbaan als diplomaat. In 1891 werd hij secretaris in Berlijn. Vervolgens was hij gestationeerd in Rome, Lissabon, Constantinopel en Parijs en van 1898 tot 1899 in Rio de Janeiro. In 1900 keerde hij terug naar Berlijn.
Van 1908 tot 1919 was hij kabinetschef van de ministers van Buitenlandse Zaken Julien Davignon, Eugène Beyens, Charles de Broqueville en Paul Hymans. Tijdens de Eerste Wereldoorlog bleef hij in Brussel, terwijl zijn familie naar Frankrijk en zijn minister naar Le Havre. In 1919 werd hij ambassadeur bij de Heilige Stoel, wat hij bleef tot 1921. In die hoedanigheid was hij een jaar ambtshalve lid van van het erecomité van Les Amitiés italiennes, een socioculturele vriendschapsvereniging tussen België en Italië. In 1930 werd hij andermaal kabinetschef van minister van Buitenlandse Zaken Hymans, wat hij bleef tot zijn overlijden tijdens een reis naar Frankrijk.